# Сераньский, Иренеуш
Иренеуш Сераньский (пол. Ireneusz Sierański; 27 июля 1947, Ласкажев, ПНР — 1 сентября 2017, Миссиссога, Канада) — польский милиционер и оппозиционный активист, в 1981 председатель независимого профсоюза сотрудников гражданской милиции. Активный участник движения Солидарность. Интернирован при военном положении. Участвовал в деятельности подпольных групп. Вынужденно эмигрировал, поддерживал связи с соратниками по польскому профдвижению, написал книгу воспоминаний.

## Работа и служба
Родился в рабочей семье. Окончил электромеханическое училище в Варшаве. Несколько лет работал электромонтёром на варшавском автодорожном предприятии. Прошёл срочную службу в армии. Состоял в Союзе социалистической молодёжи (ZMS, польский комсомол).
В 1970 Иренеуш Сераньский поступил на службу в гражданскую милицию ПНР (MO). Служил в патрульном батальоне Столичной комендатуры (БП КСМО), имел звание сержанта милиции. В 1973 вступил в правящую компартию ПОРП. Был секретарём батальонной организации ZMS.

## Профсоюзная деятельность

### Создание профсоюза милиционеров
В 1980 Польшу охватило массовое забастовочное движение. Руководство ПОРП вынуждено было пойти на уступки и согласиться с созданием независимого профсоюза Солидарность. Гражданская милиция являлась силовой опорой ПОРП, но сторонники общественных преобразований стали проявляться и там. При этом многие рядовые милиционеры были недовольны трудными условиями работы, низкими зарплатами, некомпетентностью и грубостью начальства, партийным диктатом в сфере правоохраны, необходимостью выполнять приказы Службы госбезопасности (СБ). Подчинение MO аппарату ПОРП и СБ рассматривалось как причина негативного отношения общества к сотрудникам милиции.
Быдгощский кризис в марте 1981 спровоцировал резкий рост общественного отторжения милиции. В рядах MO усилилось недовольство. Началось движение за создание независимого от правящей партии милицейского профсоюза. Сержант Сераньский стал одним из лидеров этого движения в Варшаве. 26 мая 1981 Иренеуш Сераньский организовал в штабе БП КСМО собрание делегатов от подразделений MO Варшавского столичного воеводства. Был сформирован временный учредительный комитет (TKZ) профсоюза сотрудников милиции под председательством Сераньского.
1 июня 1981 на съезде в Варшаве был учреждён Профсоюз сотрудников гражданской милиции — ZZ FMO. Участвовали около 700 делегатов; параллельно около 120 делегатов собрались на аналогичный съезд в Катовице. Основатели ZZ FMO выдвинули несколько ключевых требований: прекратить использование милиции для политического насилия, устранить из милиции аппарат ПОРП, разделить структуры милиции и госбезопасности (MO и СБ были объединены в системе МВД ПНР), улучшить социально-бытовые условия и упростить порядок милицейской службы, гарантировать для милиционеров свободу личных убеждений.
Делегаты сформировали Всепольский учредительный комитет — OKZ ZZ FMO. Первым председателем был избран поручик Виктор Микусиньский. Но уже 9 июня, на втором этапе съезда, Микусиньский подал в отставку. Новым председателем стал сержант Иренеуш Сераньский.
Руководство МВД ПНР резко негативно отнеслось к инициативе ZZ FMO. Более ста активистов профсоюза были уволены из милиции, с других брали подписку об отказе от профсоюзной деятельности. Уже 17 июня Иренеуш Сераньский уволен со службы. Но он сохранил в милиции связи и авторитет и продолжил профсоюзную деятельность.

### Активность в «Солидарности»
Как председатель OKZ Иренеуш Сераньский проводил тайные собрания ZZ FMO. Его варшавская квартира стала штаб-квартирой профсоюза. Организовал отправку семи писем-обращений в сейм ПНР с требованием легализовать профсоюз милиционеров. 25 сентября 1981, после фактического отказа Варшавского воеводского суда в регистрации профсоюза, Сераньский возглавил милицейский Протестный комитет. Была проведена публичная акция протеста — занятие помещения варшавского рынка Хала Гвардии. Пресечь милицейский протест власти смогли только вызовом ЗОМО («милиция против милиции»). 28 сентября Сераньский выступил на I съезде «Солидарности» в Гданьске. Представители ZZ FMO возложили цветы к памятнику рабочим судоверфи, погибшим при подавлении забастовки в 1970.
19 октября Иренеуш Сераньский был задержан недавними коллегами по указанию СБ. В квартире проведён обыск, изъята профсоюзная документация, Сераньский допрошен в КСМО. Освобождён после вмешательства Северина Яворского и Збигнева Ромашевского.
В конце ноября — начале декабря активисты ZZ FMO во главе с Сераньским поддержали забастовку курсантов Высшего пожарного училища в Варшаве. Из окна училища Сераньский обратился к милиционерам, ожидавшим приказа на штурм, однако забастовка была подавлена силами ЗОМО. 4 декабря Сераньский возглавлял делегацию ZZ FMO в Бытоме на Дне шахтёра. Участвовал в церемонии освещения знамени «Солидарности» на угольной шахте Rozbark (в 1945—1949 здесь находился трудовой лагерь для политзаключённых). Сераньский организовывал частые встречи рабочих и студентов с активистами милицейского профсоюза.
11 декабря Иренеуш Сераньский был на заседании Всепольской комиссии «Солидарности» в Гданьске. Лидеры ZZ FMO благодаря прежним служебным связям имели доступ к конфиденциальной информации и предупреждали о готовящемся военно-силовом подавлении. Однако этим сообщениям не уделялось должного внимания, большинство активистов «Солидарности» не ожидали от властей жёстких решительных действий. Из Гданьска Сераньский направился в Щецин — присоединиться к голодовке протеста членов ZZ FMO на Щецинской судоверфи имени Варского.

## Интернирование и подполье
13 декабря 1981 в Польше было введено военное положение. Начались массовые задержания и аресты оппозиционных активистов. Первую неделю Иренеушу Сераньскому удавалось скрываться в подполье. 14 декабря он распространил обращение солидарности с рабочими варшавских заводов. Но уже 19 декабря 1981 Сераньский был задержан и интернирован в Бялоленке.
В лагере интернирования Иренеуш Сераньский несколько раз выступал с протестами и объявлял голодовку. За это был избит охраной и подвергнут экзекуции ЗОМО ścieżka zdrowia («тропа здоровья») — прогон сквозь строй дубинок. Дважды госпитализировался в варшавские больницы. Только в марте 1982 Сераньский был официально исключён из ПОРП.
Освободившись 23 ноября 1982, Иренеуш Сераньский примкнул к группе бывших членов ZZ FMO и занялся нелегальной профсоюзной агитацией. Участвовал в подпольных изданиях W Służbie Narodu — На службе нации и Godność — Достоинство. Выступал с однозначно антикоммунистических позиций. Бюллетень и газета распространялись среди сотрудников милиции. Несколько раз Сераньский задерживался и допрашивался. Профилактическое собеседование с ним провёл министр внутренних дел генерал Кищак. Он лично сообщил Сераньскому о полном запрете на профессию и на любую госслужбу.
По имеющейся информации, Сераньский с группой соратников из ZZ FMO и «Солидарности» планировал организовать побег Збигневу Ромашевскому из здания Варшавского военного суда 15 февраля 1983. Акция не была проведена из-за отказа Ромашевского.

## Эмиграция
В 1983 Иренеуш Сераньский открыл зоомагазин (в ПНР до определённых пределов допускалась частная торговля). Находился под постоянным наблюдением и в оперативной разработке СБ. Через три года Сераньский решил покинуть ПНР. В июне 1986 он вынужден был отказаться от кооперативной квартиры и на два месяца остался без жилья. Для погашения всех выплат, затребованных налоговой службой, продал партнёру свою часть магазина.
Иренеуш Сераньский с семьёй эмигрировал в Канаду. Обосновался в Миссиссоге (провинция Онтарио). Поддерживал связь с соратниками по ZZ FMO. В 2012 издал в Торонто Wspomnienia Przewodniczącego Ogólnopolskiego Komitetu Założycielskiego ZZ FMO. 1981—1986 — Воспоминания председателя Всепольского учредительного комитета ZZ FMO. 1981—1986.

## Кончина и память
Скончался Иеренеуш Сераньский в возрасте 70 лет. Публичную Эпитафию другу подписали Юлиан Секула, Кшиштоф Урбаньчик, Анджей Проба — руководители Ассоциации «Достоинство» (SFMO Godność), организации ветеранов ZZ FMO.
Похоронен в Польше, на Брудновском кладбище Варшавы. На церемонии прощания присутствовали около двухсот человек: представители МВД, главной комендатуры полиции, профсоюза сотрудников полиции, ветераны ZZ FMO и делегация SFMO Godność во главе с Юлианом Секулой, Зофия Ромашевская — вдова Збигнева Ромашевского, советница президента Польши. Были возложена венки от президента Анджея Дуды и маршала сейма Марека Кучиньского.
Иренеуш Сераньский был награждён медалью 20-летия профсоюза польской полиции (2010), орденом Возрождения Польши (2015), медалью 30-летия ZZ FMO (2012), посмертно — медалью 25-летия профсоюза полиции (2017, награда вручена на церемонии прощания вдове Ренате Сераньской) и Крестом Свободы и Солидарности (2018).